# Badaun
Badaun, auch Badayun (Hindi: बदायूँ, Urdu: بدایوں; Badāyūṃ̣ [ˈbʌˈd̪aːjũː]; englisch Budaun), ist eine ca. 170.000 Einwohner zählende Stadt im nördlichen-zentralen Bereich des Bundesstaates Uttar Pradesh in Indien. Die Stadt ist der Verwaltungssitz des Distrikts Badaun.

## Lage
Badaun liegt in der fruchtbaren Ganges-Ebene ca. 255 km (Fahrtstrecke) südöstlich der indischen Hauptstadt Delhi in einer Höhe von ca. 170 m ü. d. M.; die Nachbarstadt Bareilly befindet sich ca. 50 km nordöstlich.

## Bevölkerung
Die Einwohner sind zu ca. 55 % Hindus und zu 44 % Muslime; der Rest entfällt auf andere Religionsgruppen wie Sikhs, Buddhisten, Jains und Christen. Der männliche Bevölkerungsanteil liegt ca. 10 % über dem weiblichen.

## Geschichte
Der Legende nach wurde Badaun im Jahr 905 gegründet. Eine Inschrift, die in das 12. Jahrhundert datiert wird, enthält eine Liste von zwölf Königen, die aus der Stadt regierten. Das erste gesicherte historische Ereignis ist die Eroberung der Stadt durch Qutb-ud-Din Aibak im Jahr 1196. Danach wurde sie zu einer wichtigen Festung im nördlichen Grenzgebiet des Sultanats von Delhi ausgebaut. Die Stadt wurde 1571/72 durch ein Feuer zerstört und 100 Jahre später begann ihre Bedeutung zu schwinden, da der Verwaltungssitz nach Bareilly verlegt wurde. Im Jahr 1838 wurde die Stadt Verwaltungssitz eines von den Briten kontrollierten Distrikts.

## Sehenswürdigkeiten

### Jama Masjid Shamsi
Von besonderer kunsthistorischer Bedeutung ist die Große Moschee von Badaun (Jama Masjid Shamsi), die von Iltutmish (reg. 1211–1236), einem Sultan der Sklavendynastie von Delhi, gegründet wurde. Iltutmish war Gouverneur von Badaun, bevor er zum Sultan aufstieg. Die heutige Form der Moschee geht auf den Umbau durch Muhammad bin Tughluq im Jahr 1326 zurück. Der Grundplan der Anlage bildet ein rechtwinkliges Viereck von 60 × 85 m mit einem 30 × 53 m großen Innenhof, in dessen Zentrum sich ein quadratisches Wasserbecken für die vom Koran in Sure 5,6 vorgeschriebenen Waschungen (Wudū') befindet und der vom Haupteingang im Osten zugänglich ist. Der Hof folgt dem klassischen persischen Vier-Iwan-Plan. Die einseitig offenen hohen Hallen (iwan) und die beidseitig offenen, zum Hof führenden Durchgänge (pischtaq) hinter den Portalen sind direkt aus der seldschukischen Baukunst übernommen. Die Architektur der Moschee hat wenig Gemeinsamkeiten mit anderen indischen Moscheen des 13. und 14. Jahrhunderts. Noch vor der um 1343 erbauten Freitagsmoschee von Jahanpanah bei Delhi besitzt die Moschee von Badaun den ältesten erhaltenen Vier-Iwan-Plan in Indien. Der quadratische zentrale Gebetsraum im Westen ist von einer Kuppel überwölbt und wird auf beiden Seiten von Pfeilerhallen flankiert.

### Andere
In der nur ca. 4 km entfernten Stadt Sheikhupur befinden sich mehrere Mausoleen aus dem 17. Jahrhundert.

## Söhne und Töchter der Stadt
- Nizamuddin Auliya (1238–1325), Sufi des Chishtiyya-Ordens
- Nora Polley (1894–1988), Tennisspielerin
- Shakil Badayuni (1916–1970), Dichter